# 雄弁の道
『雄弁の道』（ゆうべんのみち、アラビア語: نهج البلاغة Nahj-ul Balāgha(h) ナフジュル・バラーガ）は、十二イマーム派の諸イマームのハディースのうち、最重要のものである。十二イマーム派には預言者のハディースの他に諸イマームのハディース、すなわちハディース・ワラウィーと呼ばれるものがある。この諸イマームのハディースのなかでも初代イマーム・アリーの説教、書簡、箴言などを集めたのが本書である。イスラーム以前のストア派の思想や古代ペルシアの叡智の言葉の影響をこの書物の中に見ることができる。この書物は11世紀に活躍した十二イマーム派の学者アッ＝シャリーフ・アッ＝ラディー（シャリーフ・ラディー）により編集された。

## 内容
『雄弁の道』は、アリーがイマーム在位期間中の説教・演説239、書簡79、および箴言472から成る。序文では、編者ラディーが、まず神と預言者の教えが直接反映し、同書タイトルとなったように、簡潔・美麗で力強いアラビア語表現によってアリーが優れた雄弁の士だったことを示し、禁欲的・訓戒的内容から、全権を握るイマームの言とは思えないと述べている。

## 翻訳
『雄弁の道』の翻訳は、これまでイラン・シーア派の主要言語であるペルシア語への複数の翻訳を始め、英語など諸言語に訳されてきた。注釈書も多く、シーア派の他、スンナ派近代の著名な学者ムハンマド・アブドゥフも語彙注釈を付した復刻版を刊行している。写本は、ヒジュラ暦5〜10世紀にかけ131存在したとされる。特にシーア派の中心地ゴムのマルアシ・ナジャフィー図書館には、ヒジュラ暦469年（西暦1076/77年）の最古の写本など多数存在し、インドにも複数の写本がある。
日本では、2017年12月に黒田壽郎による邦訳が出版された。